# 烏德利湖
烏德利湖（俄语：Удыль）是俄羅斯的大型淡水湖，位於哈巴羅夫斯克邊疆區，屬於黑龍江流域的一部分，長50公里、闊9公里，面積330平方公里，最大深度約5米。